# Le Passage (roman, 2010)
Pour les articles homonymes, voir Le Passage.
Le Passage est un roman de Justin Cronin publié en 2010 aux États-Unis puis en 2011 en France aux éditions Robert Laffont. Il s'agit du premier roman de la trilogie Le Passage, dont les deux volumes suivants se nomment Les Douze et La Cité des miroirs.

## Résumé
Le roman débute dans un futur proche où nous assistons à l'apocalypse due à l'apparition de douze créatures à l'apparence de vampire qui sont infectés par un virus à l'origine inconnue et amélioré par les militaires américains. La deuxième partie du livre raconte, cent ans plus tard, l'histoire d'une colonie de survivants, dans cet univers post-apocalyptique qui tente de survivre face à ces créatures qu'ils craignent plus que tout.